# Pandemia de COVID-19 en Baréin
El primer caso de la pandemia de COVID-19 en Baréin se detectó el 24 de febrero del 2020, se trató de un hombre que regresaba de Irán a su país natal.
Después de ser trasladado a un centro médico, el paciente se sometió a pruebas y tratamientos, antes de ser aislado bajo la supervisión de un equipo médico especializado, agregó el mensaje oficial.
El ministerio aseguró que se están tomando medidas adicionales para prevenir la propagación del COVID-19, incluido un monitoreo de todas las personas que han estado en contacto con el paciente recientemente, lo que significa que serán puestos en cuarentena.
Hasta el 6 de junio de 2022, se contabiliza la cifra de 589,809 casos confirmados, 1,488 fallecidos y 583,046 recuperados del virus.

## Antecedentes
El 12 de enero de 2020, la Organización Mundial de la Salud (OMS) confirmó que un nuevo coronavirus fue la causa de una enfermedad respiratoria en un grupo de personas en la ciudad de Wuhan, provincia de Hubei, China, que se informó a la OMS el 31 de diciembre de 2019.
La tasa de letalidad de COVID-19 ha sido mucho más baja que la del SARS de 2003 ,  pero la transmisión ha sido significativamente mayor, con un número total de muertes significativo.de los vuelos entrantes a Baréin.

## Cronología

### Febrero de 2020
El 21 de febrero, Baréin confirmó los primeros casos de COVID-19, un conductor de autobús escolar que llegó desde Irán a través de Dubái.
El 24 de febrero, una mujer de Baréin que llegaba al aeropuerto internacional de Baréin procedente de Irán a través de Dubái fue examinada como parte de las medidas de precaución y dio positivo en el SARS-CoV-2. Había llegado de Irán con su marido y su cuñada. Todos fueron llevados al aislamiento.  Baréin suspendió todos los vuelos desde el aeropuerto de Dubái y el aeropuerto de Sharjah durante 48 horas. También anunció una prohibición de viajar a Irán. 
El 25 de febrero, Baréin confirmó nueve casos nuevos, elevando el recuento total a 17 casos. Los nueve casos involucraron a cuatro mujeres de Baréin y dos hombres de Baréin que venían de Irán a través de Sharjah, dos mujeres saudíes que venían de Irán a través de Sharjah y una de Baréin que llegaba a través de Dubái. 
Baréin suspendió todas las escuelas, guarderías y universidades durante dos semanas para frenar la propagación de la infección por COVID-19. Se pospusieron los exámenes CBSE. 
El 26 de febrero, Baréin confirmó nueve casos nuevos, elevando el recuento total a 26 casos, incluidos tres casos nuevos que involucran a tres mujeres que viajan al país desde Irán. 
Asuntos de Aviación Civil en Baréin anunció que la suspensión de vuelos hacia y desde el Aeropuerto Internacional de Dubái se extendió por 48 horas más. Los vuelos hacia y desde Irak y el Líbano se suspendieron hasta nuevo aviso. El Ministerio de Salud anunció controles médicos obligatorios para todos los ciudadanos y residentes que viajaron a Irán en febrero. 
El 27 de febrero, Baréin confirmó siete nuevos casos, elevando el recuento total a 33 casos. La mayoría de los nuevos casos provienen de Irán a través de vuelos indirectos. Las personas infectadas fueron llevadas al Centro Médico Comunitario Ebrahim Khalil Kanoo para su aislamiento. 
El 28 de febrero, Baréin confirmó dos nuevos casos, un ciudadano de Baréin y un ciudadano de Arabia Saudita que habían llegado desde Irán en vuelos indirectos. Al 28 de febrero, se habían confirmado 38 casos en Baréin.

### Marzo de 2020
Una valla publicitaria en la carretera que aconseja al público que informe los síntomas a la línea directa nacional de COVID-19.
El 8 de marzo, el ministro de Salud de Baréin dijo que hay 94 casos confirmados y 14 casos recuperados. 
El 12 de marzo se ordenó la liberación de cientos de prisioneros.  En este punto, entre los países con al menos un millón de ciudadanos, Baréin tenía la cuarta tasa per cápita más alta de casos positivos de COVID-19 en el mundo, 114,6 casos por millón de personas (el doble de la tasa de China). 
El 16 de marzo, el Ministerio de Salud informó que una mujer bahreiní de 65 años había muerto a causa del coronavirus , lo que marca la primera muerte en Baréin y el Golfo a causa de la enfermedad. Se creía que la mujer padecía enfermedades crónicas.  El mismo día, el grupo de trabajo nacional sobre el coronavirus lanzó un llamamiento para que los voluntarios brinden apoyo médico y administrativo durante la crisis. La Autoridad de Aviación Civil también anunció una reducción significativa de los vuelos entrantes a Baréin
El 17 de marzo, el gobierno de Baréin dio a conocer un paquete de estímulo de 11.390 millones de dólares para apoyar la economía del país durante la pandemia , que también cubre las facturas de agua y electricidad durante los próximos 3 meses. 
El 22 de marzo, se informó que una mujer bahreiní de 51 años murió de coronavirus, convirtiéndose en la segunda muerte confirmada en el país. La mujer contrajo la enfermedad mientras estaba en Irán y estaba entre un grupo de bahreiníes repatriados del país en febrero. Se creía que tenía problemas de salud crónicos y fue puesta en cuarentena a su llegada a Baréin.  El mismo día, Baréin prohibió las reuniones públicas de más de 5 personas y todas las reuniones en parques públicos y playas están estrictamente prohibidas; los infractores pueden ser castigados con una multa de 5000 dinares bahreiníes  y / o 3 años de prisión.  El país también anunció que participaría en el ensayo SOLIDARITY de la Organización Mundial de la Salud .que investiga nuevas modalidades de tratamiento basadas en evidencia para el coronavirus, siendo el primer país árabe de este tipo en participar. 
El 23 de marzo, el Grupo de Trabajo Nacional para Combatir el Coronavirus designó al Centro Internacional de Exposiciones y Convenciones de Baréin como el principal centro de pruebas para COVID-19. El centro está dividido en tres salas separadas según la exposición al COVID-19, un área de tratamiento rápido y una farmacia. Tiene al menos 500 camas y 1200 asientos para pacientes. 
El 24 de marzo, un hombre bahreiní de 65 años con enfermedades crónicas murió a causa del coronavirus, convirtiéndose en la tercera muerte confirmada en el país.  Baréin prohibió la exportación de desinfectantes para manos y detergentes durante un período de tres meses debido a una demanda interna sin precedentes.  El mismo día, el Banco Central de Baréin ordenó a las empresas de cambio de divisas esterilizar las monedas locales e internacionales exponiendo los billetes a irradiación germicida ultravioleta , altas temperaturas o aislándolos durante al menos tres días como medida de precaución para proteger a los empleados del banco y el público.  El país la cámara baja del parlamento aprobó una propuesta urgente para un toque de queda parcial de 6 p. m. a 5 a. m. que será revisada por la cámara alta del parlamento . Solo 23 de los 40 diputados estuvieron presentes durante la sesión de tres horas y 19 votaron a favor, 2 en contra y 2 se abstuvieron. 
El 25 de marzo, un hombre de Baréin de 78 años con enfermedades crónicas murió a causa del coronavirus, convirtiéndose en la cuarta muerte confirmada en el país. El mismo día, un grupo de 61 peregrinos de Baréin fueron evacuados de Irán en un vuelo fletado y colocados en centros de cuarentena o tratamiento, el 30% de los cuales dieron positivo por COVID-19. 
El comité ejecutivo del gobierno de Baréin anunció el cierre de todas las empresas comerciales no esenciales a partir del 26 de marzo. Las excepciones a esta regla incluían supermercados, bancos, panaderías e instalaciones de atención médica. El cierre entraría en vigor a las 7 p. m. del 26 de marzo y duraría hasta las 7 p. m. del 9 de abril. Todos los negocios podrán reabrir del 9 al 23 de abril. 
El 28 de marzo, la Autoridad Reguladora Nacional de Salud anunció que los pacientes asintomáticos pueden buscar tratamiento médico privado por su cuenta en el Regis Hotel, Best Western Hotel y Taj Plaza Hotel, que contarían con profesionales de la salud del Middle East Hospital.  Un anuncio posterior el 17 de abril de 2020 del propietario del hotel Regis, Varghese Kurian, declaró que los habitantes de Baréin serían tratados de forma gratuita en ese hotel específico.  Además, el hotel Novotel también está a cargo de personal médico del Hospital Especialista de Baréin . 
El 30 de marzo, el Ministerio de Salud instaló estaciones de muestreo de COVID-19 en Manama, Durrat Al Bahrain y Al-Budaiya , destinadas a procesar muestras de prueba aleatorias de ancianos y poblaciones en riesgo de contraer el virus. Esto incluyó a trabajadores de supermercados, panaderías y farmacias. La Defensa Civil anunció que había realizado 5.618 operaciones de desinfección en todo el país.  St. Christopher's School comenzó a imprimir viseras faciales en 3D para el personal de salud en el Hospital de la Fuerza de Defensa de Baréin y el Centro Cardíaco Awali . 
El 31 de marzo, la Autoridad de Información y Gobierno Electrónico de Bahrein lanzó la aplicación BeAware Bahrain en la tienda Apple y Google Play. La aplicación utiliza datos de ubicación GPS para alertar a los usuarios sobre casos activos cercanos de COVID-19 o ubicaciones visitadas por casos positivos de la enfermedad.

### Abril de 2020
El 1 de abril, el Ministerio de Salud anunció que más de 316 pacientes con COVID-19 se habían recuperado desde el inicio del brote y que más de 34,159 personas habían sido examinadas para detectar el virus. 
El 6 de abril, la iGA comenzó a distribuir pulseras electrónicas a prueba de agua con rastreo de ubicación para monitorear a las personas en cuarentena domiciliaria. Las medidas fueron anunciadas para reducir la propagación de COVID-19 de individuos en cuarentena que no cumplan; la pulsera está emparejada con el teléfono inteligente del usuario y envía una advertencia automática una vez que hay una distancia de 15 metros entre los dos. Los infractores están sujetos a una pena de prisión de 3 meses y una multa de 1000-10000 dinares bahreiníes.  Las pruebas al azar de la población revelaron que un hombre de Bangladés dio positivo por COVID-19. El rastreo de contactos reveló que sus 15 vecinos en el mismo edificio también habían dado positivo, todos los cuales fueron puestos en cuarentena. 
El 7 de abril, el Ministerio de Salud anunció 55 nuevos casos de COVID-19, elevando el total de casos activos a 349. El Ministerio también reveló que un total de 50.127 personas habían sido sometidas a pruebas de detección del virus.  El mismo día, el Ministerio también anunció la quinta muerte por COVID-19; un bahreiní de 70 años con enfermedades crónicas.  El Ministerio de Relaciones Exteriores de Baréin ha anunciado que el país ha repatriado a 1.200 bahreiníes en todo el mundo desde el inicio de la pandemia en enero. El gobierno anunció la continuación de las restricciones a las reuniones públicas, pero permitió la apertura de empresas comerciales del 9 al 23 de abril, siempre que sigan las pautas de higiene. El gobierno también anunció que usar máscaras faciales es obligatorio en público. 
El 8 de abril, el gobierno anunció que gastaría 570 millones de dólares estadounidenses para pagar los sueldos de todos los empleados de Baréin (unos 100 000) que trabajaban en el sector privado de abril a junio de 2020. 
El 10 de abril, el Ministerio de Salud anunció la sexta muerte por COVID-19; un hombre bahreiní de 63 años con enfermedades crónicas que había regresado de Irán.  El mismo día, el Hospital de las Fuerzas de Defensa de Baréin abrió una unidad de cuidados intensivos de campo con 130 camas , destinada al tratamiento de pacientes con COVID-19. La unidad de campo tardó 7 días en instalarse y está ubicada en el tercer piso del estacionamiento del hospital. 
El 13 de abril, el Ministerio de Salud anunció el mayor aumento de casos confirmados de COVID-19 con 212 nuevos casos, de los cuales 206 eran trabajadores migrantes. 
El 15 de abril, el Ministerio de Salud anunció la séptima muerte por COVID-19; un hombre bahreiní de 60 años con enfermedades crónicas que contrajo el virus de un repatriado. El mismo día, se anunció que 3 conductores de autobuses públicos habían dado positivo por COVID-19 durante pruebas aleatorias en un campo de trabajo en Askar , lo que provocó reducciones en la frecuencia de las rutas de los autobuses y cambios de horario. 
El 16 de abril, la Royal Humanitarian Foundation lanzó la campaña Feena Khair (There is Good in Us) que tiene como objetivo recaudar donaciones financieras y materiales para ayudar a abordar la pandemia en Baréin. Las donaciones recibidas incluyen alimentos, equipo médico y al menos 5 millones de BHD. 
El 17 de abril se anunciaron 44 nuevos casos de COVID-19; 22 eran repatriados de Irán, 10 contrajeron la enfermedad por contactos, 2 eran trabajadores migrantes, mientras que la etiología de la propagación no se especifica en los 10 pacientes restantes. 
Banner de concienciación pública para el uso de máscaras faciales en Baréin.
El 18 de abril, 125 ciudadanos de Baréin varados en la India fueron evacuados de Pune y devueltos al país. 
El 22 de abril, el Comité Ejecutivo del Gobierno de Baréin anunció la extensión de los protocolos de distanciamiento social en el mes islámico del Ramadán , y agregó que el público en general debería abstenerse de asistir a iftars , ghabgas y majlises públicos . 
El 23 de abril, el Ministerio de Industria y Comercio abrió un sitio web de centro comercial virtual llamado mall.bh. El servicio electrónico se configuró para permitir a más de 100 tiendas participantes vender bienes y servicios a los clientes en medio de cierres físicos de tiendas. 
El 24 de abril, el país informó su mayor aumento en un solo día de casos nuevos, con 301 casos confirmados de COVID-19 detectados, 212 de los cuales son trabajadores migrantes. 
El 25 de abril, el gobierno anunció que convirtió varios autobuses de transporte público en centros de pruebas móviles. 
El 27 de abril, una investigación de Google supuestamente mostró que Baréin tenía la menor reducción en movilidad (-21,2%) entre los estados del Consejo de Cooperación del Golfo , en gran parte se cree que se debe a que se evitó un bloqueo completo en comparación con sus vecinos. 
A fines de abril y cuando comenzó el Ramadán, el país anunció que el total de casos activos había llegado a 1.493 de un total de 2.811 casos confirmados desde que comenzó el brote, además de 121.706 pruebas que se estaban realizando en total.

### Mayo de 2020
Baréin también tuvo muchos casos en mayo. Los casos han aumentado a más de 7.000 al 17 de mayo. Según las estadísticas al 5 de mayo, los casos promedian a una tasa de 277 por día. [ cita requerida ]
El 13 de mayo, 31 miembros de la misma familia habían dado positivo por COVID-19 después de no seguir los protocolos adecuados de distancia social. 
El 14 de mayo, la Autoridad Nacional de Reglamentación Sanitaria de Baréin emitió permisos a hospitales privados para realizar pruebas de COVID-19 en pacientes no infectados o casos asintomáticos por una tarifa. Las muestras aún se enviarían al laboratorio de salud pública para su análisis. 
El 18 de mayo, el país informó que el total de casos activos superó los 4.000 individuos y que el número total de pruebas se situó en 236.828. 
El 29 de mayo, la policía de Baréin arrestó a un hombre que afirmó que el COVID-19 era un engaño y por difundir noticias falsas en contravención de la ley de salud pública del país. 

### Junio de 2020
A principios de junio de 2020, el país reportó un total de 11.804 casos infectados de COVID-19 con 19 muertes hasta la fecha. 
El 8 de junio, Baréin notificó el mayor número de casos positivos de COVID-19 registrados en un solo día con 654 casos.  Al día siguiente, se reveló a través del rastreo de contactos que un paciente COVID-19 positivo había infectado directa e indirectamente a 91 personas con el virus. 
El 18 de junio, el periódico bahreiní Al Watan informó del despido de un gran número de extranjeros en el sector público, según una fuente parlamentaria anónima. El periódico también informó que el gobierno está estudiando planes para continuar con los subsidios a la electricidad y el agua para los ciudadanos. Las estadísticas del gobierno revelaron que las exportaciones de Baréin cayeron al 55% de lo normal, el tráfico de pasajeros en el Aeropuerto Internacional de Baréin se redujo en un 98% y las tasas de ocupación en los hoteles disminuyeron en un 72% desde el inicio de la pandemia.  Baréin también reportó el mayor número de muertes por COVID-19 registradas en un solo día con 6 muertes, elevando el número total de muertes a 55. 
El 22 de junio, los medios de comunicación informaron sobre el primer médico que murió de COVID-19 en Baréin. Soloman Vinay Kumar era un médico de atención primaria que trabajaba en el American Mission Hospital y murió después de una batalla de cuatro semanas en cuidados intensivos. 
Junio fue el mes más mortífero en Baréin, después de que el país informara 68 muertes por COVID-19 en el transcurso del mes. 

### Julio de 2020
La embajada de la India en Baréin informó que hasta 25.000 ciudadanos indios en el país serían evacuados como parte de los esfuerzos de repatriación internacional de la India. Más de 8.000 indios ya han abandonado el país desde el inicio del brote.

Número de casos (azul) y número de fallecidos (rojo) en una escala logarítmica.